# Região Geográfica Imediata de Aimorés-Resplendor

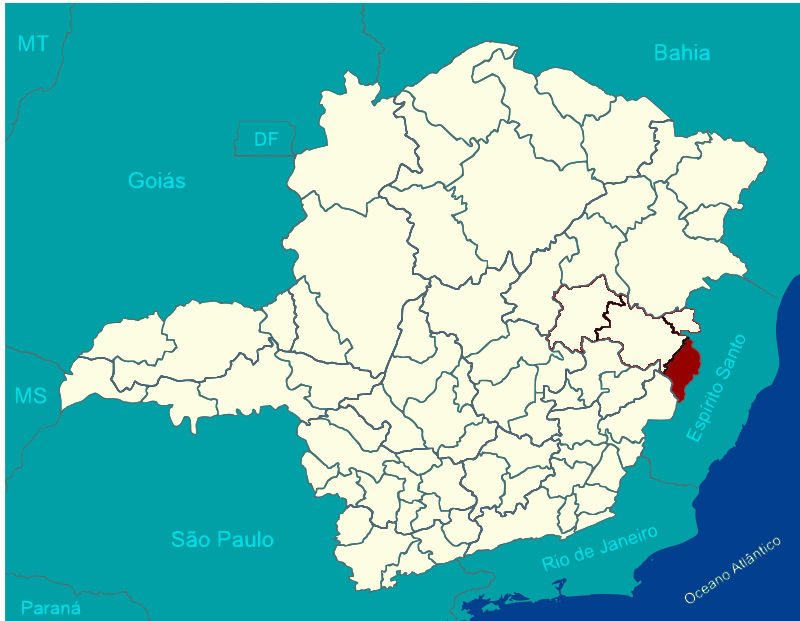
Região Geográfica Imediata de Aimorés-Resplendor.

A Região Geográfica Imediata de Aimorés-Resplendor é uma das 70 regiões geográficas imediatas do Estado de Minas Gerais, uma das quatro regiões geográficas imediatas que compõem a Região Geográfica Intermediária de Governador Valadares e uma das 509 regiões geográficas imediatas do Brasil, criadas pelo IBGE em 2017.

## Municípios
É composta por 5 municípios.
- Aimorés
- Cuparaque
- Itueta
- Resplendor
- Santa Rita do Itueto

## Estatísticas
Tem uma população estimada pelo IBGE para 1.º de julho de 2017 de 59 112 habitantes e área total de 3 595,216 km².